# Роша, Педро
Пе́дро Ро́ша Не́вес (порт.-браз. Pedro Rocha Neves; род. 1 октября 1994, Вила-Велья, Эспириту-Санту) — бразильский футболист, нападающий клуба «Форталеза».

## Биография

### Ранние годы

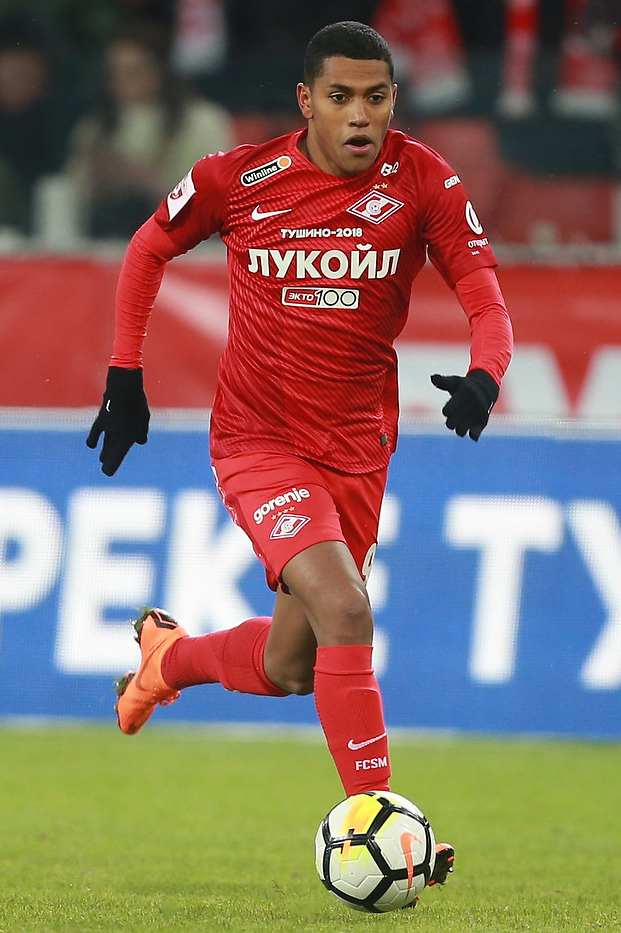
Роша в составе «Спартака» в 2017 году

Начал заниматься футболом в клубе «Атлетико Минейро». В 2008 году после десяти лет в системе клуба, он покинул команду и непродолжительное время играл за молодёжные и юношеские команды «Сан-Паулу», «Жозе Бонифацио», «Диадемы» и «Жувентуса». В 2014 году Роша был отдан «Диадемой» в аренду «Гремио», где выступал за молодёжный состав. В том же году клуб выкупил трансфер игрока. 14 февраля 2015 года в поединке Лиги Гаушу против «Веранаполиса» Педро дебютировал за основной состав. 16 мая в матче против «Коритибы» он дебютировал в бразильской Серии А. 27 июня в поединке против «Аваи» Роша забил свой первый гол за «Гремио». В 2016 году Педро помог клубу выиграть Кубок Бразилии. В 2017 году в матчах Кубка Либертадорес против венесуэльской «Саморы», аргентинского «Годой-Крус» и парагвайского «Гуарани» он забил четыре мяча.
В 2017 году отец футболиста установил в Порту-Алегри бронзовую статую сына, изображающую Педро Роши в форме «Гремио» с номером 32 на спине, под которым тот выступал за бразильскую команду с 2014 по 2017 год.

### «Спартак» (Москва)
Летом 2017 года Роша перешёл в московский «Спартак», подписав контракт на четыре года. Сумма трансфера составила 12 млн евро. 9 сентября в матче против «Рубина» он дебютировал в РФПЛ, заменив во втором тайме Луиса Адриано. 30 сентября в поединке против «Урала» Педро забил свой первый гол за «Спартак».
18 декабря 2019 года «Спартак» и Роша продлили контракт до лета 2023 года. 11 августа 2022 года клуб расторг контракт с футболистом по соглашению сторон. Всего провёл за «Спартак» 19 матчей, в которых забил один мяч.

#### Аренды в Бразилию
«Крузейро» был готов на варианты аренды ещё до того, как сделать предложение на 10 миллионов евро за выкуп трансферных прав игрока. 3 апреля 2019 года Роша был отдан в аренду бразильскому клубу. Соглашение рассчитано до конца 2019 года, за аренду «Крузейро» заплатил 740 тысяч евро. Дебютный гол за бразильский клуб забил 28 апреля в матче против «Фламенго» в конце первого тайма. Всего за «Крузейро» провёл 33 матча и забил 4 мяча. В конце сезона «Крузейро» вылетел во вторую лигу, что произошло впервые в истории клуба.
24 декабря 2019 года Роша был арендован бразильским «Фламенго», аренда рассчитана до конца 2020 года, при этом соглашением была предусмотрена опция последующего выкупа игрока бразильским клубом. Также «Фламенго» выплачивал «Спартаку» компенсацию за аренду, а также брал на себя обязательства по зарплате нападающего. 16 февраля 2020 года вместе со «Фламенго» стал обладателем Суперкубка Бразилии, обыграв «Атлетико Паранаэнсе» (3:0), проведя всю встречу на скамейке запасных. 27 февраля 2020 года стал обладателем Суперкубка Южной Америки в матче с «Индепендьенте дель Валье» (2:2 первый матч, 3:0 ответный), но проведя эти два матча на скамейке запасных. 29 февраля 2020 года дебютировал за «Фламенго» в матче 1-го тура Лиги Кариоки против «Камофриенсе» (4:1) выйдя в стартовом составе и проведя на поле 54 минуты, после чего был заменён на Педро. 19 июня 2020 года в матче 4-го тура Лиги Кариоки против «Бангу» (3:0) вышел на замену на 85-й минуте вместо Бруно Энрике и уже на 88-й минуте матча забил свой первый мяч за команду. Всего за «Фламенго» провёл 11 матчей в всех турнирах и забил 1 мяч. После завершения арендного соглашения вернулся в «Спартак».
В августе 2021 года перешёл на правах аренды в «Атлетико Паранаэнсе», согласившись на существенное понижение зарплаты. Дебютировал за клуб 26 августа 2021 года в матче Кубка Бразилии против «Сантоса» (1:0) выйдя на 69-й минуте вместо Ренато Кайзера. Первый мяч за «Атлетико Паранаэнсе» забил 23 сентября 2021 года в первом полуфинальном матче Южноамериканского кубка против уругвайского «Пеньяроля» (2:1). 20 ноября 2021 года вместе с клубом стал победителем Южноамериканского кубка. Всего за клуб во всех турнирах провёл 45 матчей и забил восемь мячей.

### «Форталеза»
11 августа 2022 года на правах свободного агента заключил контракт с «Форталезой» до конца 2022 года с опцией продления ещё на один год. Дебютировал за клуб 4 сентября 2022 года в матче 25-го тура чемпионата Бразилии против «Ботафого» (1:3), выйдя на 46-й минуте. Свои первые мячи за «Форталезу» забил 29 сентября 2022 года в матче 28-го тура чемпионата Бразилии против своего бывшего клуба — «Фламенго» (3:2), оформив дубль.

## Достижения
Клубные
«Гремио»:
- Обладатель Кубка Бразилии: 2016[англ.]
- Обладатель Кубка Либертадорес: 2017

«Спартак» (Москва):
- Бронзовый призёр чемпионата России: 2017/18

«Фламенго»:
- Обладатель Суперкубка Бразилии: 2020[англ.]
- Обладатель Суперкубка Южной Америки: 2020[англ.]
- Обладатель Кубка Гуанабара: 2020
- Победитель Лиги Кариоки: 2020[англ.]

«Атлетико Паранаэнсе»:
- Обладатель Южноамериканского кубка: 2021
- Финалист Суперкубка Южной Америки: 2022

## Статистика

### Клубная
| Выступление           | Выступление      | Выступление      | Национальная лига | Национальная лига | Лиги штатов | Лиги штатов | Кубки | Кубки | Континентальные | Континентальные | Итого | Итого |
| Клуб                  | Лига             | Сезон            | Игры              | Голы              | Игры        | Голы        | Игры  | Голы  | Игры            | Голы            | Игры  | Голы  |
| --------------------- | ---------------- | ---------------- | ----------------- | ----------------- | ----------- | ----------- | ----- | ----- | --------------- | --------------- | ----- | ----- |
| → Жувентус            | Лига Паулиста    | 2013             | —                 | —                 | 3           | 2           | 18    | 5     | —               | —               | 21    | 7     |
| → Жувентус            | Итого            | Итого            | —                 | —                 | 3           | 2           | 18    | 5     | —               | —               | 21    | 7     |
| Гремио                | Серия A          | 2015             | 34                | 5                 | 4           | 1           | 6     | 3     | —               | —               | 44    | 9     |
| Гремио                | Серия A          | 2016             | 23                | 3                 | 11          | 6           | 6     | 3     | 3               | 0               | 43    | 12    |
| Гремио                | Серия A          | 2017             | 15                | 3                 | 11          | 1           | 6     | 3     | 8               | 4               | 40    | 11    |
| Гремио                | Итого            | Итого            | 72                | 11                | 26          | 8           | 18    | 9     | 11              | 4               | 127   | 32    |
| Спартак (Москва)      | Премьер-лига     | 2017/18          | 11                | 1                 | —           | —           | 2     | 0     | 1               | 0               | 14    | 1     |
| Спартак (Москва)      | Премьер-лига     | 2018/19          | 1                 | 0                 | —           | —           | 2     | 0     | 2               | 0               | 5     | 0     |
| Спартак (Москва)      | Итого            | Итого            | 12                | 1                 | —           | —           | 4     | 0     | 3               | 0               | 19    | 1     |
| → Крузейро            | Серия A          | 2019             | 23                | 2                 | 2           | 0           | 6     | 2     | 2               | 0               | 33    | 4     |
| → Крузейро            | Итого            | Итого            | 23                | 2                 | 2           | 0           | 6     | 2     | 2               | 0               | 33    | 4     |
| → Фламенго            | Серия A          | 2020             | 5                 | 0                 | 4           | 1           | 2     | 0     | 0               | 0               | 11    | 1     |
| → Фламенго            | Итого            | Итого            | 5                 | 0                 | 4           | 1           | 2     | 0     | 0               | 0               | 11    | 1     |
| → Спартак-2           | ФНЛ              | 2020/21          | 15                | 4                 | —           | —           | —     | —     | —               | —               | 15    | 4     |
| → Спартак-2           | Итого            | Итого            | 15                | 4                 | —           | —           | —     | —     | —               | —               | 15    | 4     |
| → Атлетико Паранаэнсе | Серия A          | 2021             | 20                | 4                 | —           | —           | 6     | 0     | 3               | 2               | 29    | 6     |
| → Атлетико Паранаэнсе | Серия A          | 2022             | 6                 | 0                 | —           | —           | 4     | 1     | 6               | 1               | 16    | 2     |
| → Атлетико Паранаэнсе | Итого            | Итого            | 26                | 4                 | —           | —           | 10    | 1     | 9               | 3               | 45    | 8     |
| Всего за карьеру      | Всего за карьеру | Всего за карьеру | 153               | 22                | 35          | 11          | 58    | 17    | 25              | 7               | 271   | 57    |